# Omar Belbey
Omar Belbey est un footballeur algérien né le 7 octobre 1973 à Rouen en France. Il évolue au poste de milieu de terrain défensif du début des années 1990 au milieu des années 2000.
Formé au FC Rouen, il rejoint ensuite le Nîmes Olympique avec qui il est finaliste de la Coupe de France en 1996. Il joue ensuite au Montpellier HSC puis à l'ES Wasquehal.
Il compte 21 sélections en équipe d'Algérie et dispute la Coupe d'Afrique des nations en 2002.

## Biographie
Omar Belbey commence le football au FC Rouen, il se retrouve au chômage lors de la liquidation judiciaire du club normand en 1995. 
Il propose alors ses services au Nîmes Olympique. Il se retrouve finaliste de la Coupe de France en 1996 et marque même le but nîmois au Parc des Princes. L'année suivante, le club gardois est champion de France du National et monte en division 2. 
En 2001, il participe à la montée en Division 1 du Montpellier HSC. 
Omar Belbey est international algérien et compte 21 sélections en équipe nationale,.
Lors de la CAN 2002, il est titulaire dans l'équipe d'Algérie. Contre le Mali, un tacle appuyé Mahamadou Diarra le blesse sérieusement au genou.
Outre la blessure physique, une blessure psychologique est venue s'ajouter car il se retrouvera seul dans le conflit d'intérêts entre son club le Montpellier HSC, la FFA et les compagnies d'assurances. Dépité et se sentant abandonné, il optera pour le club de l'ES Wasquehal qui évolue alors en D2 mais touché également moralement, il quittera le football professionnel et jouera en amateur dans des clubs de sa région.

## Carrière de joueur
- 1991-1995 :  FC Rouen
- 1995-2000 :  Nîmes Olympique
- 2000-2002 :  Montpellier HSC
- 2002-2003 : sans club
- 2003-2004 :  ES Wasquehal
- 2005 : Pointe-Courte Sète[4]
- 2006-2008 :  GC Lunel[5],[6]

## Palmarès
- Finaliste de la Coupe de France en 1996 avec le Nîmes Olympique.
- Champion de France de National en 1997 avec le Nîmes Olympique.
- Participation à la Coupe d'Afrique des nations en 2002 avec l'équipe d'Algérie.